# Институт искусства американских индейцев
Институт искусства американских индейцев, англ. Institute of American Indian Arts — колледж и музей изучающий искусство индейцев США, Канады и северной части Мексики. Находится в г. Санта-Фе, штат Нью-Мексико.

## История
Был создан распоряжением президента Дж. Ф. Кеннеди в 1962 году. Институт предлагает двух- и четырёхгодичные курсы со степенью undergraduate по музееведению, беллетристике, визуальной коммуникации, изучению аборигенных культур, художественному искусству и новым видам искусства. С 2001 г. колледж выпускает бакалавров.
Музей находится в историческом Федеральном доме Санта-Фе (старом здании почты), включенном в Национальный реестр исторических мест. В музее имеется скульптурный парк Аллана Хаузера.

## Известные студенты, выпускники и преподаватели
- en:Louis W. Ballard, композитор (родом из племён Quapaw и Cherokee)
- en:Allan Houser, скульптор, чирикауа
- en:Charles Loloma, ювелир, хопи
- en:Linda Lomahaftewa, печатник, хопи-чокто
- en:Fritz Scholder, художник, луисеньо
- en:Arthur Sze, поэт китайско-американского происхождения
- en:Charlene Teters, художник, спокане
- en:Elizabeth Woody, художник и писательница, навахо-васко-якама
- en:Melanie Yazzie, печатник, навахо
- en:Earl Biss, художник, кроу
- en:Sherwin Bitsui, поэт, навахо
- en:T.C. Cannon, художник, кайова-каддо-чокто
- en:Benjamin Harjo, Jr., художник и печатник, шони-семинолы
- en:Joy Harjo, поэт и джазовый композитор, маскоги-чероки
- en:Allison Hedge Coke, писатель, гурон-маскоги-чероки
- en:Kevin Locke, танцор с обручем, лакота-анишинабе
- en:Dan Namingha, художник и скульптор, тева-хопи (Hopi)
- en:Jody Naranjo, керамист, Санта-Клара-Пуэбло
- en:Kevin Red Star, художник, кроу
- en:James Thomas Stevens, поэт, мохавк
- Роксана Суэнцел, керамист и скульптор из индейцев-пуэбло
- en:Charlene Teters, художник, спокане
- en:Randy'L He-dow Teton, модель для «доллара Сакагавеи», шошон-баннок
- en:Hulleah Tsinhnahjinnie, фотограф, писатель и педагог, семинол-маскоги-навахо
- en:Marie Watt, печатник и художник-концептуалист, сенека
- en:Joseph Sanchez, куратор и художник, входит в en:Indian Group of Seven